# Marvin Diop
Marvin Diop, né le 8 août 1992 à Drancy, est un footballeur français. Il évolue au poste d'attaquant.

## Carrière
Il signe son premier contrat professionnel avec son club formateur en avril 2015.
Le 10 août 2016, il s'engage avec Belfort, en National. Il joue 11 matchs en National, ne marquant aucun but.
Puis, lors du mercato hivernal 2016-17, il s'engage avec le club de sa ville natale, la Jeanne d'Arc de Drancy, qui évolue en CFA. Il débute avec son nouveau club le 11 février 2017 lors d'un déplacement à Saint-Maur (1-2)

## Statistiques
| Saison                | Club                  | Championnat           | Championnat | Championnat | Coupe nationale | Coupe nationale | Coupe de la Ligue | Coupe de la Ligue | Total | Total |
| Saison                | Club                  | Division              | M.          | B.          | M.              | B.              | M.                | B.                | M.    | B.    |
| 2014-2015             | AC Ajaccio            | Ligue 2               | 24          | 3           | 3               | 1               | 1                 | 0                 | 28    | 4     |
| 2015-2016             | AC Ajaccio            | Ligue 2               | 14          | 0           | 3               | 0               | -                 | -                 | 17    | 0     |
| 2016-2017             | ASM Belfort           | National              | 11          | 0           | 2               | 0               | -                 | -                 | 13    | 0     |
| 2016-2017             | JA Drancy             | CFA                   | 3           | 0           | -               | -               | -                 | -                 | 3     | 0     |
| Total sur la carrière | Total sur la carrière | Total sur la carrière | 52          | 3           | 8               | 1               | 1                 | 0                 | 61    | 4     |